# Idaea lusohispanica
Idaea lusohispanica är en fjärilsart som beskrevs av Claude Herbulot 1990. Idaea lusohispanica ingår i släktet Idaea och familjen mätare. Inga underarter finns listade i Catalogue of Life.